# Diacyclops palustris
Diacyclops palustris är en kräftdjursart som beskrevs av J. W. Reid 1988. Diacyclops palustris ingår i släktet Diacyclops och familjen Cyclopidae. Inga underarter finns listade i Catalogue of Life.